# Paciència

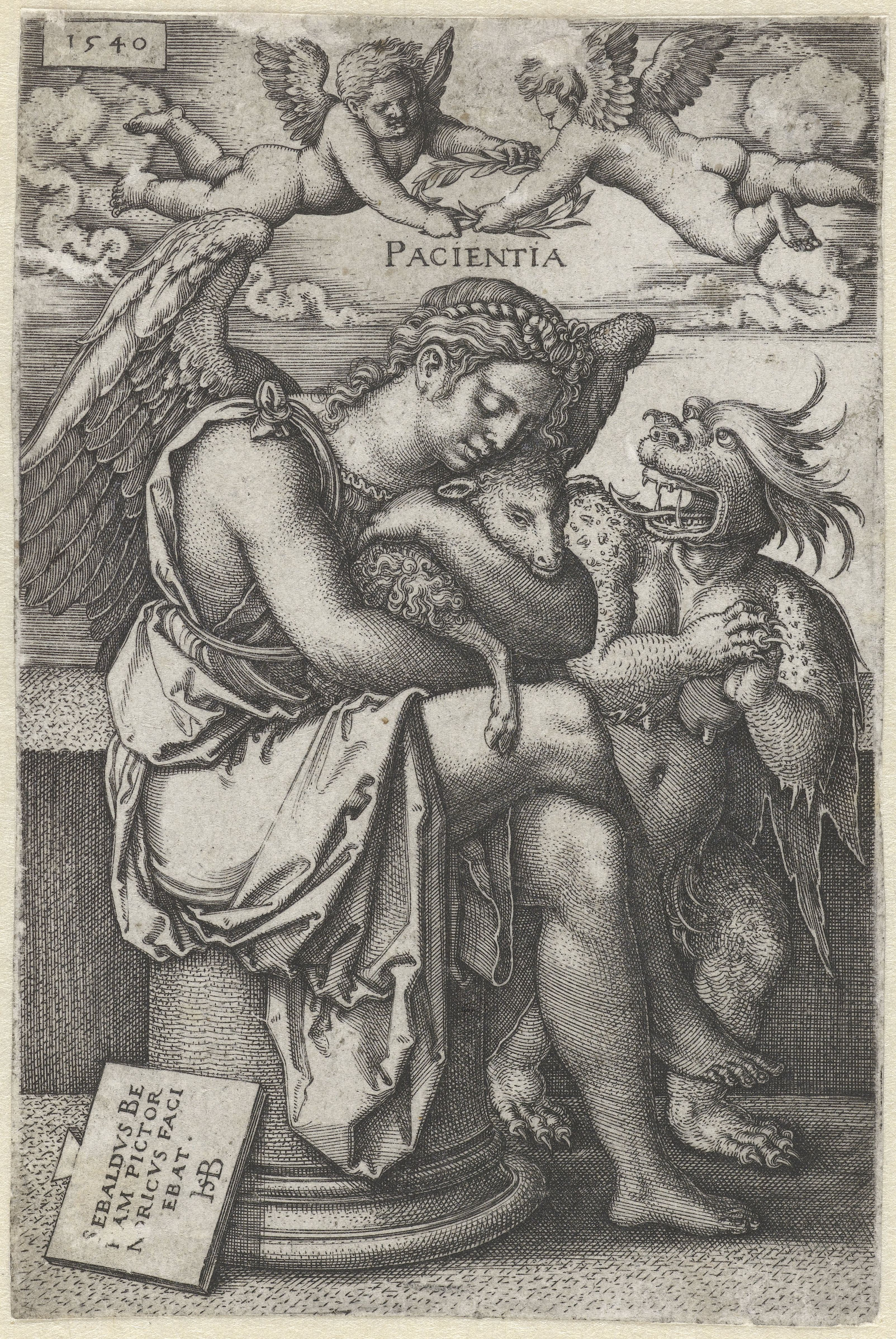
Paciència, gravat de Hans Sebald Beham, 1540

La paciència és la capacitat mental que permet ajornar i controlar impulsos i perseverar en una conducta malgrat les dificultats. Es considera una virtut cardinal al cristianisme (anomenada temprança), oposada a la ira. L'arquetip bíblic de la paciència és Job. La paciència es posa a prova amb provocacions alienes (reals o suposades), que augmenten les possibilitats de desfermar una reacció immediata i no esperar per obtenir un major guany (impulsivitat). Segons Sant Agustí, és la fortalesa de l'ànima enfront de les passions, en una línia similar al budisme.